# Anacapri
Anacapri – miejscowość i gmina we Włoszech, w regionie Kampania, w prowincji Neapol, na wyspie Capri.
Z miasteczka Capri wiedzie do Anacapri widokowa szosa przebiegająca efektownie nad skalnym urwiskiem. Nad Anacapri wznosi się najwyższy wierzchołek wyspy Capri - Monte Solaro, na który można wjechać wyciągiem krzesełkowym.
Według danych na rok 2004 gminę zamieszkiwały 5844 osoby, 974 os./km².